# ウズィーン
ウズィーン（ウクライナ語：Узи́н；意訳：「庭常」）は、ウクライナのキーウ州ビーラ・ツェールクヴァ地区にある都市。面積は約67km²（2005年）。人口は11,921 人（2022年）。キーウまでの距離は99km。
市名はローシ川の流域のウズィーンカ川にちなむ。「ウズィーン」は、ニワトコを意味するスラブ語の「ブズィナー」がテュルク語化した言葉である。
16世紀に村落として創建された。1590年の記録ではウゼーヌィツャ（Узениця）として登場し、その後の史料ではテンベールシチナ（Тенберщина）として見られる。18世紀末からウズィーン村として知られるようになった。1923年から1930年にかけてビーラ・ツェールクヴァ地区の地区庁所在地であった。1956年にウズィーン村が町制施行し、ウズィーン町が発足した。1971年8月25日に市制施行に伴ってウズィーン市となった。
ソ連時代は戦略爆撃機Tu-95と輸送機Il-76で武装された戦略航空隊の基地の所在地であった。ウクライナ独立後は、閉鎖されるまでウクライナ空軍によって利用されていた。
ウクライナの砂糖の7％を生産するウズィーン砂糖製造工場がある。
ウクライナ人の宇宙飛行士パーヴェル・ポポーヴィチ（1930年 - 2009年）の出身地。